# Tối ưu hóa công cụ tìm kiếm
Search Engine Optimization - Tối ưu hóa công cụ tìm kiếm (SEO) là quá trình tăng chất lượng và lưu lượng truy cập website bằng cách tăng khả năng hiển thị của website hoặc webpage  cho người dùng trên các máy truy tìm dữ liệu như Google, Bing, Yahoo,... SEO liên quan tới cải thiện kết quả tìm kiếm không tốn phí (kết quả tìm kiếm "tự nhiên"), không bao gồm nguồn truy cập trực tiếp và việc mua quảng cáo hiển thị. Ngoài ra, kỹ thuật SEO có thể sử dụng cho các loại tìm kiếm khác nhau, bao gồm tìm kiếm hình ảnh, video, nội dung học thuật, tin tức và kết quả trên công cụ tìm kiếm theo ngành.
Là một chiến lược Internet marketing, SEO xem xét cách thức hoạt động, các thuật toán kiểm soát hành vi của công cụ tìm kiếm; những gì người dùng tìm kiếm, các thuật ngữ hoặc từ khóa được nhập vào và công cụ tìm kiếm ưa thích của đối tượng mục tiêu. SEO dùng để cải thiện thứ hạng website trên trang kết quả của công cụ tìm kiếm (SERP), nhờ đó tăng lưu lượng truy cập và lượng khách hàng được chuyển đổi từ nguồn này.
Khác với Tối ưu hóa công cụ tìm kiếm cục bộ (Local SEO) - tập trung tối ưu hóa khả năng hiển thị Webpage của doanh nghiệp khi người dùng tìm kiếm các sản phẩm hoặc dịch vụ có gắn yếu tố địa phương (sản phẩm A ở địa phương B), SEO tập trung nhiều hơn vào các tìm kiếm phạm vi quốc gia hoặc quốc tế.

## Lịch sử
Năm 1990, các công cụ tìm kiếm đầu tiên (như ALIweB) lập danh mục các website, các quản trị viên website chỉ cần gửi URL của trang tới các công cụ tìm kiếm khác nhau để được thu thập dữ liệu, trích xuất liên kết đến các trang khác từ website bằng Trình thu thập dữ liệu web (Web Crawler) để được lưu và sắp xếp trong bộ dữ liệu của họ. Song song đó, một chương trình, được gọi là bộ chỉ mục (indexer), sẽ trích xuất thông tin về trang để thu thập về sau, như các từ chứa, vị trí và mật độ từng từ trong trang, cũng như tất cả các liên kết mà trang chứa.
Đến năm 1997, các lập trình viên của công cụ tìm kiếm như Altavista và Infoseek đã nhận ra các nhà quản trị website có thể đưa ra thông tin khác với nội dung thực  hay thao túng một số thuộc tính trong nguồn HTML để tăng thứ hạng website . Do đó, họ đã phát triển các thuật toán xếp hạng phức tạp hơn, có tính đến các yếu tố bổ sung mà các quản trị website khó thao tác hơn để ngăn chặn . Điều này rất quan trọng để tránh việc tạo ra kết quả tìm kiếm kém chất lượng hoặc không liên quan có thể khiến người dùng chuyển sang các nguồn tìm kiếm khác.
Hơn nữa, một số công cụ tìm kiếm cũng chủ động tiếp cận ngành công nghiệp SEO bằng cách trở thành nhà tài trợ và khách mời thường xuyên tại các hội nghị, webchats và hội thảo về SEO, cung cấp thông tin và hướng dẫn tối ưu hóa website. Ví dụ: Google có chương trình Sơ đồ website (Sitemaps) để giúp quản trị viên web tìm hiểu nếu Google gặp bất kỳ sự cố nào khi lập danh mục các website và cung cấp dữ liệu về lưu lượng truy cập website từ Google ; công cụ quản trị website Bing cung cấp cách để quản trị viên gửi sơ đồ và nguồn cấp dữ liệu web, cho phép người dùng xác định "tốc độ thu thập dữ liệu" và theo dõi trạng thái xếp hạng của website.

### Mối quan hệ với Google:
Là một trong các công cụ tìm kiếm phổ biến nhất hiện nay, cách thức Google đánh giá và xếp hạng website tác động rất lớn tới SEO. Năm 1998, Sergey Brin và Larry Page đã cho ra đời Google  và thu hút được một lượng người theo dõi trung thành cùng sự phát triển của Internet. Google hạn chế bị thao túng như các công cụ tìm kiếm khác chỉ xem xét các yếu tố on-page (như tần suất từ khóa, thẻ meta, tiêu đề, liên kết và cấu trúc website) nhờ kết hợp cả yếu tố off-page (như Hyperlink, PageRank). PageRank, công thức toán học đánh giá giá trị của trang thông qua việc xem xét số lượng, chất lượng của các trang liên kết đến nó . Một trang có PageRank cao hơn có khả năng được truy cập bởi người lướt web ngẫu nhiên.
Vào 2007, Saul Hansell của New York Times cho biết Google sử dụng hơn 200 điều kiện khác nhau khi xếp hạng các website , không tiết lộ các thuật toán họ sử dụng để xếp hạng các trang. Google đã công bố một chiến dịch chống lại các backlink  chuyển đổi PageRank bằng cách sử dụng thuộc tính nofollow (không theo dõi) trên các liên kết, Googlebot sẽ không còn xử lý bất kỳ liên kết nofollow nào .
Tháng 12 năm 2009, Google tuyên bố sử dụng lịch sử tìm kiếm trên web của tất cả người dùng để đưa ra kết quả tìm kiếm phù hợp . Vào ngày 8 tháng 6 năm 2010, Google sử dụng hệ thống xếp hạng website mới có tên Google Caffeine, cho phép người dùng tìm thấy kết quả tin tức, bài đăng trên diễn đàn và nội dung khác nhanh hơn nhiều so với trước đây . Google Instant, trình duyệt tìm kiếm theo thời gian thực (realtime-search), được giới thiệu vào cuối năm 2010 nhằm nỗ lực để làm cho kết quả tìm kiếm kịp thời và liên quan hơn.
Vào 02/2011, Google đã công bố bản cập nhật Panda, trong đó xử phạt các website chứa nội dung trùng lặp từ các website và nguồn khác. Google Penguin 2012 đã nỗ lực xử phạt các website sử dụng các kỹ thuật thao túng để cải thiện thứ hạng của họ trên công cụ tìm kiếm, nó tập trung vào các liên kết spam bằng cách đo lường chất lượng của các liên kết đến các trang.
Vào 10/2019, Google tuyên bố họ sẽ bắt đầu áp dụng các mô hình BERT, dự định kết nối người dùng dễ dàng hơn với nội dung có liên quan và tăng chất lượng lưu lượng truy cập đến các website được xếp hạng trong trang kết quả của công cụ tìm kiếm.

## Phương pháp công cụ tìm kiếm thu thập dữ liệu
Các công cụ tìm kiếm sử dụng các thuật toán toán học phức tạp để diễn giải những website mà người dùng tìm kiếm, các thuật toán này đôi khi được gọi là các "con nhện" kiểm tra liên kết giữa các website. Các website nhận được nhiều liên kết dẫn về (inbound link) hơn, hoặc các liên kết mạnh hơn, được cho là quan trọng hơn và đúng hơn với những gì người dùng đang tìm kiếm.
Các công cụ tìm kiếm hàng đầu, như Google, Bing và Yahoo!, sử dụng trình thu thập thông tin để tìm các trang cho kết quả tìm kiếm bằng thuật toán của họ. Các trang được liên kết từ những trang được xếp hạng trong bộ dữ liệu của công cụ tìm kiếm khác không cần phải được khai báo vì chúng được tìm thấy tự động. Yahoo!, DMOZ khi vận hành trước kia đều yêu cầu khai báo thủ công và sự phê duyệt của con người. Google cung cấp Google Search Console giúp tạo và khai báo Sơ đồ website XML miễn phí để đảm bảo rằng tất cả các trang được tìm thấy.
Trình thu thập dữ liệu web cho công cụ tìm kiếm có thể xem xét một số yếu tố khác nhau khi thu thập dữ liệu website. Không phải mọi trang đều được xếp hạng bởi các công cụ tìm kiếm. Khoảng cách của các trang từ thư mục gốc (root directory) của một website cũng có thể là một yếu tố trong việc các trang có được thu thập thông tin hay không.
Ngày nay, hầu hết mọi người đang tìm kiếm trên Google bằng thiết bị di động. Vào tháng 11 năm 2016, Google đã công bố thay đổi lớn đối với cách thu thập dữ liệu website và bắt đầu xếp hạng theo ưu tiên cho thiết bị di động.

### Ngăn chặn thu thập dữ liệu:
Để tránh bị lưu các nội dung không mong muốn, nhà quản trị website có thể ngăn “con nhện” thu thập dữ liệu một số tệp hoặc thư mục thông qua tệp robot.txt tiêu chuẩn trong thư mục gốc của tên miền. Ngoài ra, một trang có thể được loại trừ khỏi cơ sở dữ liệu của công cụ tìm kiếm bằng cách sử dụng thẻ meta dành riêng cho robot (thường là <meta name = "robot" content = "noindex">). Khi công cụ tìm kiếm truy cập vào một website, tệp robots.txt nằm trong thư mục gốc là tệp được thu thập thông tin đầu tiên. Sau đó, tệp robots.txt được phân tích cú pháp và sẽ hướng dẫn cho robot trang nào không được thu thập thông tin. Vì trình thu thập thông tin của công cụ tìm kiếm có thể giữ một bản sao được lưu trong bộ nhớ cache của tệp này, đôi khi nó có thể thu thập dữ liệu các trang mà quản trị viên web không muốn thu thập thông tin. Các trang thường không được thu thập thông tin bao gồm các trang đăng nhập cụ thể như giỏ mua hàng và nội dung dành riêng cho người dùng, chẳng hạn như kết quả tìm kiếm từ các tìm kiếm nội bộ. Vào tháng 3 năm 2007, Google đã cảnh báo các nhà quản trị website rằng họ nên ngăn chặn việc lập chỉ mục kết quả tìm kiếm nội bộ vì những trang đó bị coi là spam tìm kiếm.

## Các loại hình SEO
Hiện nay, SEO được thực hiện đa dạng với nhiều loại hình khác nhau, trong đó nổi bật là :
- SEO tổng thể là tăng uy tín và chất lượng bằng cách tối ưu toàn bộ website theo tiêu chuẩn thân thiện với công cụ tìm kiếm, đồng thời giúp nâng cao trải nghiệm người dùng. Để thực hiện SEO tổng thể cần tối ưu đồng thời cả on-page, off-page và kỹ thuật.
- SEO từ khóa là loại hình thông dụng nhất hiện nay. Khi tiến hành, nhà quản trị có thể lựa chọn giữa SEO từ khóa tiếng Việt có dấu và không dấu, nhằm mục đích cải thiện thứ hạng của website trên công cụ tìm kiếm, tăng khả năng hiển thị với người dùng.
- SEO hình ảnh là kỹ thuật đưa hình ảnh trên website ưu tiên hiển thị ở những vị trí đầu trên trang tìm kiếm hình ảnh của những công cụ như Google, Yahoo khi người dùng nhập từ khóa liên quan.
- SEO video social là nâng cao thứ hạng tìm kiếm của website nhờ các trang mạng xã hội và tương tác người dùng.
- Local SEO (tối ưu hóa công cụ tìm kiếm theo khu vực) là kỹ thuật tối ưu hóa để website xuất hiện ở những vị trí đầu tiên trên kết quả tìm kiếm có liên quan đến khu vực địa lý (như sản phẩm A ở địa phương B), giúp người dùng dễ dàng tìm kiếm thông tin và website doanh nghiệp, hỗ trợ khoanh vùng và tiếp cận khách hàng hiệu quả.
- SEO app mobile sẽ đưa ứng dụng của doanh nghiệp trên appstore hay google play hiển thị ở những vị trí đầu trên trang tìm kiếm khi người dùng nhập từ khóa, giúp họ dễ dàng tìm thấy và tải ứng dụng.

## Phân loại SEO
Tùy theo cách tiếp cận và mục đích mà giới làm kỹ thuật SEO được chia làm ba loại: SEO mũ trắng, mũ đen và mũ xám

### SEO mũ trắng
Một kỹ thuật SEO được coi là mũ trắng nếu nó tuân thủ các nguyên tắc của công cụ tìm kiếm và không gian lận. SEO mũ trắng hướng tới mục đích duy nhất là tăng hạng website trên công cụ tìm kiếm bằng cách tạo nội dung chất lượng và đáp ứng tối đa hóa trải nghiệm người dùng. Đây là hướng đi an toàn để phát triển website bền vững, giúp phát triển thương hiệu tránh việc bị phạt hoặc cấm khỏi công cụ tìm kiếm. SEO mũ trắng có nét tương đồng với phát triển web về mặt tăng khả năng truy cập, mặc dù hai việc này không giống hệt nhau.

### SEO mũ đen
SEO mũ đen(Black hat SEO) cố gắng cải thiện thứ hạng website nhanh nhất bằng cách lợi dụng sơ hở của thuật toán. Kỹ thuật mũ đen bất chấp nguyên tắc và đôi khi vi phạm đạo đức khi sử dụng thủ thuật như Doorway Pages (spam chuyển hướng người dùng trực tiếp từ website khác), cloaking (thủ thuật che giấu nội dung), chèn link và từ khóa không liên quan… để đạt mục đích, bỏ qua lợi ích của người dùng. Do đó, tuy có thể tăng thứ hạng và lượng truy cập website nhanh nhưng kỹ thuật SEO mũ đen có rủi ro cao bị phạt hoặc cấm, tạo ra kết quả kém chất lượng với tỷ lệ thoát trang cao, tỷ lệ chuyển đổi thấp,..., hiệu quả tồn tại không lâu.

### SEO mũ xám
Một loại khác đôi khi được sử dụng là SEO mũ xám. Đây là phương pháp kết hợp giữa mũ đen và mũ trắng, tránh việc website bị phạt nhưng không hướng tới tạo ra nội dung tốt nhất cho người dùng. SEO mũ xám hoàn toàn tập trung vào việc cải thiện thứ hạng công cụ tìm kiếm bằng các thủ thuật khéo léo như article spinning (tạo bài viết mới trên bài viết cũ), mua tên miền cũ hoặc hết hạn,...Rủi ro của kỹ thuật này cũng tương đối cao và ranh giới với SEO mũ đen rất mong manh.
Các công cụ tìm kiếm có thể xử phạt các website bị phát hiện sử dụng phương pháp mũ đen hoặc xám, bằng cách giảm thứ hạng hoặc loại hoàn toàn khỏi danh sách dữ liệu của họ, áp dụng tự động bằng thuật toán hoặc bằng cách xem xét thủ công. Một ví dụ đó là việc Google loại bỏ cả BMW Đức và Ricoh Đức vào tháng 2 năm 2006 do hành vi gian lận, chỉ khôi phục lại sau khi họ xin lỗi và sửa đổi lỗi vi phạm.

## Ưu điểm và Nhược điểm của SEO trong Marketing
SEO mang lại những lợi ích tuyệt vời cho doanh nghiệp. Đầu tiên, SEO có thể giúp tối ưu hóa ROI (lợi tức đầu tư) nhờ đo lường được hiệu quả qua các chỉ số như lưu lượng truy cập Website, tỷ lệ chuyển đổi thành doanh số,... từ đó nắm được nhược điểm và cải thiện website hiệu quả.
Thứ hai, SEO mang lại hiệu quả chi phí với việc chủ động tiếp cận được khách hàng có nhu cầu với sản phẩm, dịch vụ trên Internet, giúp tiết kiệm thời gian, giảm thiểu chi phí tiếp cận.
Thứ ba, SEO cải thiện được trải nghiệm cho người dùng nhờ đòi hỏi nâng cao chất lượng website từ cấu trúc, giao diện tới nội dung trong quá trình thực hiện, từ đó tăng mức độ hiển thị trên công cụ tìm kiếm, thuận lợi tiếp cận khách hàng hơn.
Thứ tư, nhờ phân tích lưu lượng truy cập Website chất lượng qua quá trình thực hiện SEO mà doanh nghiệp nắm bắt được đặc điểm và hành vi của khách hàng tiềm năng, hỗ trợ đưa ra các chiến dịch marketing hiệu quả trên kênh online và offline.
Thứ năm, SEO giúp tăng độ tin cậy của website trên danh sách của công cụ tìm kiếm, góp phần xây dựng và phát triển thương hiệu, thu hút khách hàng tiềm năng và tăng doanh số hiệu quả.
Tuy nhiên, SEO không phải phù hợp với mọi loại website và doanh nghiệp. Một chiến lược SEO cần thực hiện trong dài hạn (trung bình 5-7 tháng) mới đạt hiệu quả và thích hợp hơn với doanh nghiệp đã có một lượng khách hàng nhất định, do đó cần cân nhắc điều kiện và nhu cầu trước khi tiến hành. Hơn nữa, khi các thuật toán thay đổi, doanh nghiệp có thể chịu tổn thất lớn nếu phụ thuộc phần lớn vào lưu lượng truy cập website.

## So sánh giữa SEO và Google Adwords
Cả SEO và Google Adwords đều là những công cụ đắc lực giúp doanh nghiệp tối ưu hóa website trên các công cụ tìm kiếm, cải thiện thứ hạng và độ hiển thị, từ đó tăng lưu lượng truy cập và hỗ trợ công việc marketing và bán hàng hiệu quả. Tuy nhiên, giữa hai công cụ này có những điểm khác biệt nhất định mà người làm marketing cần nắm rõ để ứng dụng hiệu quả vào chiến dịch của mình.
| SEO | Google Adwords |
| Có thể áp dụng trên mọi công cụ tìm kiếm | Áp dụng cho các Website trên Google hoặc sử dụng Google Adsense (Mạng lưới quảng cáo của Google)                                          |
| Lượt truy cập từ SEO là miễn phí | Lượt truy cập từ Google Adwords tốn phí                                                                                                   |
| Phải sử dụng kết hợp nhiều kỹ thuật để tối ưu hóa và cải thiện thứ hạng website trên công cụ tìm kiếm                                                    | Cần đấu giá cạnh tranh và đáp ứng các điều kiện khác của Google để nhận được vị trí quảng cáo trên trang kết quả tìm kiếm.                |
| Mất nhiều thời gian để có được thứ hạng tốt và số lượt truy cập ổn định, thường mất từ 2-6 tháng để đẩy được từ khóa lên TOP tùy thuộc mức độ cạnh tranh | Có thể ngay lập tức xuất hiện trên đầu trang kết quả tìm kiếm và tăng lượng truy cập                                                      |
| Khó đo lường chi phí và doanh thu do nhiều yếu tố tác động trong quá trình thực hiện                                                                     | Dễ dàng tính chi phí và doanh thu dựa trên đơn giá và chỉ số KPIs                                                                         |
| Một khi đạt được lượng truy cập ổn định sẽ có xu hướng duy trì trong dài hạn                                                                             | Hiệu quả tăng lưu lượng truy cập trong ngắn hạn, giảm hẳn sau khi ngừng chạy chiến dịch                                                   |
| Nên tập trung đẩy một vài từ khóa cụ thể trước, mở rộng ra về sau khi đã đạt được hiệu quả nhất định                                                     | Có thể đẩy nhiều từ khóa một lúc |
| Lượng click của Khách hàng chiếm khoảng 65%, kết quả mang lại giá trị cao hơn                                                                            | Lượng click của khách hàng chiếm khoảng 35%, rủi ro lượt click ảo từ đối thủ để làm tụt vị trí từ khóa và tăng chi phí chạy Google Adword |
| Có thể hỗ trợ cải thiện vị trí các từ khóa dài và từ khóa trên trang cùng miền khi đạt được hiệu quả                                                     | Chỉ tác động lên URL (trang web) được chạy quảng cáo                                                                                      |

Cả hai công cụ đều có giá trị nhất định khi thực hiện các chiến dịch Marketing. Nếu SEO mang lại hiệu quả với lưu lượng truy cập bền vững thì Google Adwords lại hữu ích hơn đối với các chiến dịch hay doanh nghiệp cần kết quả ngay. Trên thực tế, doanh nghiệp sau khi sử dụng Google Adwords có thể thu về doanh số đáp ứng tốt chi phí đã bỏ ra thì có thể coi là thành công và hiệu quả chi phí, tuy nhiên cần có sự kiểm soát cẩn thận.  
Tuy nhiên, ngay cả khi dùng Google Adwords thì tích hợp với các kỹ thuật SEO sẽ giúp doanh nghiệp thu về kết quả tốt hơn và bền vững hơn trong dài hạn. Trong đó, tận dụng tốt Marketing nội dung sẽ giúp bạn tối ưu hóa nội dung tiếp cận khách hàng, tăng lượng truy cập tự nhiên, giúp giảm thiểu chi phí về sau. Ngược lại, khi website đã có được vị trí tốt bằng kỹ thuật SEO thì vẫn có thể tận dụng Google Adwords để tăng thêm lượt tiếp cận cho cùng một từ khóa. Vận dụng hiệu quả 2 công cụ này sẽ giúp doanh nghiệp tối ưu được hiệu quả Marketing và tăng doanh số bán hàng.

## Các công cụ hỗ trợ SEO
- Google Webmaster Tools (Search Console): Đây là một công cụ hỗ trợ SEO miễn phí do chính Google cung cấp. Webmaster Tools có khả năng thống kê, theo dõi hoạt động cả on-page và off-page cho website, đồng thời cung cấp cho nhà quản trị website các thông số của website và các thông báo từ google.
- Google Disavow Link: được biết tới để ngăn chặn những backlink xấu từ đối thủ, hay sửa chữa sai lầm vì đã spam liên kết quá mức và bị phạt bởi Google Penguin.
- Google Setting có chức năng đáng chú ý nhất là Geographic Target. Ở đây các SEOer có thể chọn thị trường mục tiêu cho website của mình. Nếu chọn thị trường mục tiêu đúng thì website của bạn sẽ được đánh giá cao hơn trong Google của thị trường đó
- Google Remove URLs: Nhiệm vụ của Google Remove URLs là xóa những link 404 Not Found ra khỏi bộ dữ liệu của Google. Bạn chỉ việc nhấp vào “Create a new removal request”, nhập liên kết bị dính 404 Not Found vào và chờ Google xử lý.
- Google Analytics: Đây là một công cụ miễn phí đến từ Google. Công cụ này cho phép người quản trị tạo ra các thống kê chi tiết, các báo cáo về hoạt động của website. Google Analytics và Webmaster Tools là hai công cụ thiết yếu mà mỗi người làm SEO đều phải biết.
- Ahrefs: Đây là một công cụ của bên thứ 3. Ahrefs là trợ thủ đắc lực để hỗ trợ off-page, có thể phân tích website khá tổng quan và chi tiết như: Backlink, văn bản chứa liên kết, lưu lượng truy cập, nghiên cứu từ khóa… và nhiều hơn thế nữa. Tuy nhiên để sử dụng công cụ này thì phải trả phí với một khoản phí không nhỏ: khoảng 99$ cho gói rẻ nhất.
- Keyword Planner: Đây là một công cụ miễn phí do Google cung cấp cho người dùng. Công cụ này chủ yếu là dành cho những người đang chạy quảng cáo Google Adwords. Nó giúp SEOer nghiên cứu từ khóa bao gồm cả từ khóa mở rộng và những từ đồng nghĩa…kèm thêm các thông số: Giá thầu quảng cáo, lượng tìm kiếm chính xác. Công cụ này nằm trong phần quảng cáo Google Adwords của Google.
- Keyword Tool: Đây là một công cụ hỗ trợ nghiên cứu từ khóa tuyệt vời. KeywordTools giúp tìm kiếm những từ khóa truy vấn của người dùng rất đầy đủ và chi tiết, kèm thêm các thông số như: Search Volume (lượng người tìm mỗi 1 tháng), mức độ cạnh tranh, Giá thầu quảng cáo,…Với công cụ này, doanh nghiệp phải trả phí 69$/tháng cho gói cơ bản.
- Screaming Frog SEO: Đây là một công cụ hỗ trợ on-page rất mạnh. Screaming Frog giúp “quét” hết website và thống kê ra các thành phần trên web như:các tệp tin css, js, ảnh, URL, sitemap, … từ góc độ SEO.
- SEO Quake: Giúp các SEOer đánh giá được PageRank, Alexa Rank (số đo mức độ phổ biến của website), các chỉ số xã hội,… ngay khi truy cập vào 1 website, từ đó giúp doanh nghiệp đánh giá nhanh sức mạnh đối thủ khi nghiên cứu từ khóa.
- Web Developer: Đây là 1 công cụ hoàn hảo để kiểm tra mọi yếu tố về on-page như Internal Link, Tiêu đề, Hình ảnh,….
- Seomoz Toolbar: Đây là công cụ giúp bạn đánh giá rõ hơn sức mạnh của đối thủ qua số lượng backlink trỏ đến website của họ.

## Nghề SEO
Với sự phổ biến tăng dần của xu hướng sử dụng kỹ thuật SEO thì khái niệm “nghề SEO” cũng theo đó được phát triển. Nhiệm vụ chính của những người làm nghề SEO là tối ưu hóa Website và tăng lưu lượng truy cập.

### Công việc SEO
- Nghiên cứu từ khóa: Đây là công việc cực kỳ quan trọng trong SEO nhằm mục đích tìm ra những cụm từ, nhóm từ khóa nhắm tới từng loại đối tượng tìm kiếm và dễ dàng đưa website lên vị trí cao trên kết quả tìm kiếm.
- Xây dựng nội dung: Sau khi có được bộ từ khóa mục tiêu và chất lượng nhất, tiến hành xây dựng cấu trúc và nội dung cho các landing page để đẩy các từ khóa.
- Onpage: Tối ưu onpage cho các từ khóa như tiêu đề, H1, thẻ mô tả Meta, hình ảnh, độ dễ đọc cho nội dung đã triển khai…Hiện nay việc này trở nên ngày càng quan trọng hơn sau khi Google tung ra hàng loạt các bản cập nhật mới, đặc biệt là Google Panda và Google Humming Bird
- Offpage: Tối ưu offpage hay nói cách khác là xây dựng hệ thống backlink dẫn về trang chủ và các trang quan trọng. Bao gồm tất cả các liên kết từ các website khác nhau (blog, mạng xã hội, tin tức,...)
- Theo dõi kết quả: Theo dõi kết quả và tiếp tục tối ưu hoá các yếu tố ảnh hưởng đến SEO theo chuẩn công cụ tìm kiếm Google.

### Kỹ năng người làm nghề SEO
Để thực hiện tốt công việc này, người làm nghề SEO cần có những kỹ năng và kiến thức chuyên môn nhất định. Thứ nhất, việc hiểu, phân tích được mã code của website giúp người làm SEO nắm được bản chất của Website để biết cần nâng cấp, sửa chữa phần nào. Thứ hai, kỹ năng phân tích và đo lường các chỉ số giúp SEO-er theo dõi và nắm được hiệu quả công việc và triển khai các bước tối ưu hóa tốt hơn. Bên cạnh đó, khả năng tự học đối với nghề SEO vô cùng quan trọng do tính đặc thù và sự đổi mới liên tục về công nghệ, các thuật toán đòi hỏi sự linh hoạt cao nhất. Đồng thời, một SEO-er có kỹ năng biên tập nội dung sẽ biết cách sử dung từ khóa hiệu quả nhất, giúp cải thiện chất lượng website đạt vị trí cao và tối ưu hóa trải nghiệm người dùng.

## Xu hướng SEO 2020
Với mục đích tối đa hóa lợi ích cho người dùng, các công cụ tìm kiếm, nổi bật là Google, có xu hướng ngày càng đề cao các yếu tố trải nghiệm người dùng khi sắp xếp thứ hạng các website. Điển hình, RankBrain - một hệ thống điện tử được Google sử dụng sắp xếp các kết quả tìm kiếm - tập trung Dwell Time (thời gian người dùng ở lại trên trang) và Click through rate (tỷ lệ người dùng nhấp vào kết quả của website). Bên cạnh đó, Google Pagespeed Insights - bộ tiêu chuẩn đo lường tốc độ và mức độ thân thiện với người dùng của website cũng được chú trọng nhằm nâng cao trải nghiệm người dùng. Ngoài ra, một website có nội dung độc nhất và hữu ích, có tiêu đề và mô tả hấp dẫn, thông tin chính xác, khiến người dùng nhấp vào/trở lại sẽ được ưu tiên hơn trên kết quả tìm kiếm.
Sử dụng từ khóa ngữ nghĩa LSI cũng là một xu hướng SEO trong năm 2020. Từ khóa ngữ nghĩa LSI là những từ và cụm từ liên kết chặt chẽ với chủ đề/ nội dung trên website của doanh nghiệp (ví dụ với từ khóa “thay đổi thời tiết” thì LSI có được là “viêm xoang khi thay đổi thời tiết”, “đau đầu khi thay đổi thời tiết”), có thể được tìm thấy bằng công cụ LSI Graph, gợi ý của Google, Google Keyword Planner giúp phát triển các từ khóa liên quan theo xu hướng của người dùng, tối ưu hóa SEO hiệu quả.
Kể từ tháng 5/2015, số lượt tìm kiếm trên di động đã vượt qua số lượt tìm kiếm trên máy tính, Google sẽ xem xét giao diện website cho di động trước so với giao diện cho máy tính, cũng như dựa trên các tiêu chí cho phiên bản cho di động sẽ được ưu tiên trong quá trình đánh giá và xếp hạng website. Do đó, người làm SEO cần đặc biệt lưu ý tối ưu lại phiên bản di động của website khi thực hiện tối ưu hóa.
Ngoài ra, Tìm kiếm bằng giọng nói cũng đang phát triển với tốc độ nhanh về số lượng các tìm kiếm bằng giọng nói do xu hướng sử dụng điện thoại di động và nhu cầu tìm kiếm thông tin nhanh, với dự báo đạt 50% trong năm 2020 (theo số liệu từ BacklinkO).